# Haberbach (Mattig)
Der Haberbach ist ein Bach in der Marktgemeinde Obertrum am See im nördlichen Flachgau im Land Salzburg. Er ist ein linker Nebenfluss der Mattig.

## Geographie

### Verlauf
Der Haberbach hat seine Quelle zwischen den Ortschaften Hohengarten und Obermödlham (Gemeinde Obertrum). Er fließt zu Beginn als noch unbeständiger Bach Richtung Westen, wobei ihm von links ein kleiner, ebenso unbeständiger, Graben zufließt. Nach dessen Aufnahme ändert der Bach seine Fließrichtung in nordwestliche Richtung und nimmt oberhalb von Ibertsberg (Gemeinde Obertrum) von rechts einen weiteren kleinen Zubringer auf. Ab der Einmündung dieses kleinen Nebenflusses fließt der Haberbach nun beständig weiterhin Richtung Nordwesten, wobei er sich immer mehr Richtung Norden zuwendet. Nördlich des Ortes Moos (Gemeinde Obertrum) fließt dem Bach von rechts ein weiterer kleiner Zubringer zu. Flussabwärts tritt der Haberbach in die Ortschaft Katzelsberg (Gemeinde Obertrum) ein und nimmt hier von rechts mit dem von Bischlsroid (Gemeinde Obertrum) kommenden Bischlsroiderbach seinen wichtigsten Nebenfluss auf. Bei dessen Einmündung nimmt der Haberbach die nördliche Fließrichtung des Bischlsroiderbachs an und fließt ab hier parallel zur Mattig, in welche er später mündet. Er tritt zunächst in den Ort Lindenhof (Gemeinde Obertrum) ein und macht hier einen Bogen nach Nordwesten. Der Haberbach fließt seinen letzten Flusskilometer geradlinig als hochwassersicher regulierter Bach in nordwestliche Richtung, bis er in der Lindenhofsiedlung (Gemeinde Obertrum) von links in die hier noch als Mattigbach bezeichnete Mattig mündet. Er bildet den größten Zubringer der Mattig in ihrem Oberlauf, bevor sie in den Obertrumer See mündet.

### Zuflüsse
- Graben aus Hohengarten (links), zwischen Hohengarten und Obermödlham
- Graben aus Obermödlham (rechts), oberhalb von Ibertsberg
- Graben aus Moos (links), bei Ibertsberg
- Bischlsroiderbach (rechts), bei Katzelsberg

### Einzugsgebiet
Westlich der Quelle des Haberbachs entspringt der Strubach, der über Achartinger Bach und Reitbach zur Salzach entwässert. Südlich entspringt der Kirchstättbach, der ebenfalls zur Mattig entwässert.

## Hochwasser in Obertrum
Seit dem verheerenden Hochwasser in Obertrum im Jahr 2002 ist der Haberbach so wie die Mattig und ihre anderen Zubringer in dieser Gegend (Köllererbach, Giglsederbach und Kirchstättbach) vor allem im Unterlauf hochwassersicher verbaut. Dies zeichnet sich auch durch einen stark regulierten Verlauf im Unterlauf.